# Живри ан Аргон
Живри ан Аргон (фр. Givry-en-Argonne) насеље је и општина у североисточној Француској у региону Шампањ-Арден, у департману Марна која припада префектури Сент Манеу.
По подацима из 2011. године у општини је живело 451 становника, а густина насељености је износила 58,88 становника/km². Општина се простире на површини од 7,66 km². Налази се на средњој надморској висини од 175 метара.

## Демографија
| 1962. | 1968. | 1975. | 1982. | 1990. | 1999. | 2011. |
| ----- | ----- | ----- | ----- | ----- | ----- | ----- |
| 478   | 610   | 523   | 541   | 525   | 491   | 451   |

График промене броја становника у току последњих година